# Milton Figueiredo
Mílton Teixeira de Figueiredo (Barão de Melgaço, 27 de agosto de 1928 — Brasília, 24 de janeiro de 1993) foi um advogado e político brasileiro, outrora deputado federal por Mato Grosso.

## Dados biográficos
Filho de Eugênio Vieira de Figueiredo e Rosa Teixeira de Figueiredo. Advogado formado pela Universidade Federal de Mato Grosso em 1973, estreou na política via UDN sendo eleito deputado estadual em 1962 e reeleito pela ARENA em 1966 quando o Regime Militar de 1964 outorgou o bipartidarismo por força do Ato Institucional Número Dois. Após não disputar a reeleição no pleito seguinte, conquistou um novo mandato em 1974.
Eleito deputado federal em 1978, migrou para o PP com o retorno ao pluripartidarismo e quando seu partido foi incorporado ao PMDB, foi reeleito nesta legenda em 1982. Durante a legislatura votou a favor da Emenda Dante de Oliveira em 1984 e sufragou Tancredo Neves no Colégio Eleitoral em 1985, não disputando a reeleição. Ao deixar o mandato foi assessor de Iris Rezende quando este era ministro da Agricultura no Governo José Sarney. Seu último cargo público foi o de presidente das Telecomunicações de Mato Grosso.